# Amine Oudrhiri
Amine Mehdi Oudrhiri Idrissi, noto semplicemente come Amine Oudrhiri (Ermont, 4 novembre 1992), è un calciatore francese, centrocampista dell'Estrela Amadora.

## Caratteristiche tecniche
È un centrocampista centrale.

## Carriera
Dopo aver giocato nella terza divisione francese al Red Star, nel gennaio del 2014 è stato acquistato dal Nantes, club di prima divisione. Ceduto in prestito in semestrale all'Arles, ha fatto il suo esordio fra i professionisti in occasione dell'incontro di Ligue 2 perso 1-0 contro il Nîmes. Nel 2016 si è trasferito in Portogallo fra le file del Lusitano VRSA, dove ha disputato una stagione di terza divisione prima si passare al Leixões.
Il 30 luglio 2020 è stato acquistato dal Farense, neopromosso in Primeira Liga, con cui ha esordito nella massima divisione portoghese il 20 settembre giocando l'incontro perso 2-0 contro la Moreirense.